# Saint-André (Savoie)
Saint-André település Franciaországban, Savoie megyében. Lakosainak száma 447 fő (2022. január 1.). Saint-André Fourneaux, Freney, Modane és Orelle községekkel határos.

## Népesség
A település népessége az elmúlt években az alábbi módon változott:
| Lakosok száma | 484  | 476  | 473  | 457  | 448  | 446  | 446  | 444  | 447  |
|               | 2013 | 2015 | 2016 | 2017 | 2018 | 2019 | 2020 | 2021 | 2022 |